# 陈学新
陈学新 (1964年7月—)，浙江兰溪人，浙江大学教授，主要从事天敌昆虫控制害虫的生态、生理及分子机制等方面的研究工作。入选中华人民共和国教育部2009年度"长江学者"特聘教授，享受国务院政府特殊津贴。